# Castelseprio (parque arqueológico)
Castelseprio foi o local de um forte romano na antiguidade, e uma importante cidade lombarda no começo da Idade Média, antes de ser destruída e abandonada em 1287.

## História

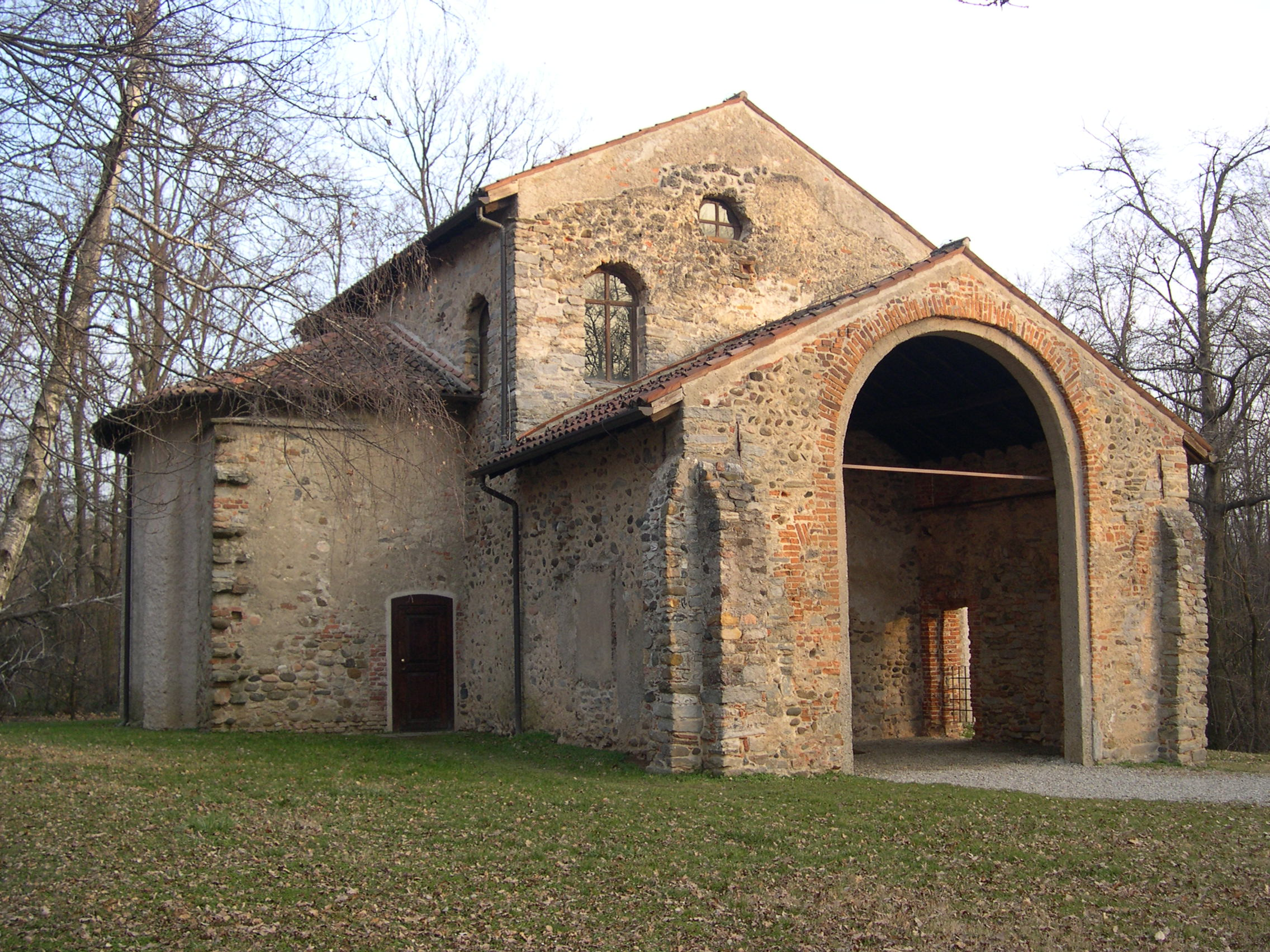
Igreja

Castelseprio originou-se como um forte romano que comandava uma importante encruzilhada. Durante o começo da Idade Média, os lombardos ocuparam o forte romano, transformando-o em uma cidadela fortificada ou pequena cidade. Em determinado ponto, moedas foram cunhadas lá - um sinal de sua importância. A Igreja de Santa Maria foris portas ("foris portas" que significa "fora dos portões" em Latim) que contém os famosos afrescos, ficava do lado de fora das muralhas da cidadela. A dedicação inicial da igreja a Maria é uma suposição; a primeira citação documentada de uma igreja dedicada a Maria em Castelseprio (que se supõe ser esta) vem do século XIII.